# Selica Winiata
Selica Winiata (Palmerston North, 14 de noviembre de 1986) es una agente de policía, árbitro y jugadora neozelandesa de rugby que se desempeña como fullback y juega en las Manawatu Cyclones de la Copa Farah Palmer. Representa a las Black Ferns desde 2008 y se consagró campeona del Mundo en Irlanda 2017.

## Selección nacional
Integró a las Black Ferns Sevens y con ellas ganó el mundial de Rusia 2013.

### Black Ferns
Jed Rowlands la seleccionó a las Black Ferns en 2008 y debutó contra las Wallaroos. Es considerada la sucesora de Victoria Grant y en 2012 le ganó el puesto.

### Participaciones en Copas del Mundo
Brian Evans la convocó a Francia 2014 y Glenn Moore la llevó a Irlanda 2017, en ambas fue titular indiscutida y marcó seis tries.
| Mundial                                | Sede    | Resultado     | PJ | Tries |
| -------------------------------------- | ------- | ------------- | -- | ----- |
| Copa Mundial Femenina de Rugby de 2014 | Francia | Quinto puesto | ?  | 6     |
| Copa Mundial Femenina de Rugby de 2017 | Irlanda | Campeona      | ?  | 6     |

## Palmarés
- Campeona de la Women's Rugby Super Series de 2015 y 2019.

## Árbitro
Winiata se hizo referí y representa a la New Zealand Rugby. En noviembre de 2019 y gracias a su trayectoria deportiva, fue elegida para oficiar en la Serie Mundial Femenina de Rugby 7 2019-20.